# 栗坪乡
栗坪乡，是中华人民共和国湖南省怀化市麻阳苗族自治县下辖的一个乡镇级行政单位。

## 行政区划
栗坪乡下辖以下地区：
三家村、栗坪村、庙坳村、坡顶田村、中寨坪村、胡家村、仓屋村和黄连冲村。